# Comuna Novopavlivka, Velîka Oleksandrivka
Novopavlivka (în ucraineană Новопавлівка) este o comună în raionul Velîka Oleksandrivka, regiunea Herson, Ucraina, formată din satele Buțivske și Novopavlivka (reședința).

## Demografie
Componența lingvistică a comunei Novopavlivka
     Ucraineană (95,82%)
     Rusă (3,71%)
     Alte limbi (0,46%)
Conform recensământului din 2001, majoritatea populației comunei Novopavlivka era vorbitoare de ucraineană (95,82%), existând în minoritate și vorbitori de rusă (3,71%).